# توماس هولم
توماس هولم (بالنرويجية البوكمول: Thomas Holm)‏ (19 فبراير 1981 أوسلو النرويج - ) هو لاعب كرة قدم نرويجي، يلعب كمدافع.

## مسيرته

### مسيرته مع المنتخبات الوطنية
- 1998 - 1998 لعب مع منتخب النرويج تحت 17 سنة لكرة القدم 8 مباريات سجل خلالها هدفين.
- 1999 - 2000 لعب مع منتخب النرويج تحت 19 سنة لكرة القدم 4 مباريات سجل خلالها هدف.
- 2000 - 2003 لعب مع منتخب النرويج تحت 21 سنة لكرة القدم 32 مباراة.
- 2004 - 2005 لعب مع منتخب النرويج لكرة القدم 4 مباريات.

### مسيرته مع الأندية
- 1996 - 1997 لعب مع Norway national under-15 association football team  [لغات أخرى]‏ 17 مباراة سجل خلالها 3 أهداف.
- 1997 - 1997 لعب مع منتخب النرويج تحت 16 سنة لكرة القدم 3 مباريات.
- 1998 - 1999 لعب مع منتخب النرويج تحت 18 سنة لكرة القدم 6 مباريات سجل خلالها هدف.
- 1998 - 2002 لعب مع نادي هيرنفين 36 مباراة.
- 2001 - 2002 لعب مع نادي فيندام 12 مباراة.
- 2002 - 2007 لعب مع نادي فوليرينغا 96 مباراة سجل خلالها هدفين.
- 2008 - 2011 لعب مع نادي مولده 68 مباراة سجل خلالها 3 أهداف.
- 2011 - 2011 لعب مع ترومسو إيدريتسلاغ 11 مباراة.
- 2012 - 2013 لعب مع نادي فريدريكستاد 13 مباراة سجل خلالها هدف.
- 2014 - 2014 لعب مع Nordstrand IF [الإنجليزية]‏ مباراتين.

## وصلات خارجية
- توماس هولم على موقع IMDb (الإنجليزية)

توماس هولم على موقع اتحاد النرويج (النرويجية)
- توماس هولم على موقع قاعدة بيانات كرة القدم.إي يو (الإنجليزية)
- توماس هولم على موقع ناشيونال فوتبول تيمز (الإنجليزية)